# Иньямбане (провинция)
Иньямба́не (порт. Inhambane) — провинция в Мозамбике. Площадь провинции равна 68 615 км². Численность населения 1 301 967 человек (на 2007 год). Административный центр — город Иньямбане.

## География
Провинция Иньямбане находится в юго-восточной части Мозамбика. К северу от неё расположена провинция Софала, к северо-западу — провинция Маника, к западу — провинция Газа. К востоку от Иньямбане лежит Индийский океан.
Климат в провинции Иньямбане тропический, влажный на побережье, и более сухой в глубинных районах. Вдоль побережья многочисленны мангровые болота. Здесь расположен национальный парк Архипелаг Базаруто.

## История
Впервые европейцы посетили местность Иньямбане в 1498 году (экспедиция Васко да Гама). Первое португальское поселение возникло здесь в 1534 году.

## Административное деление

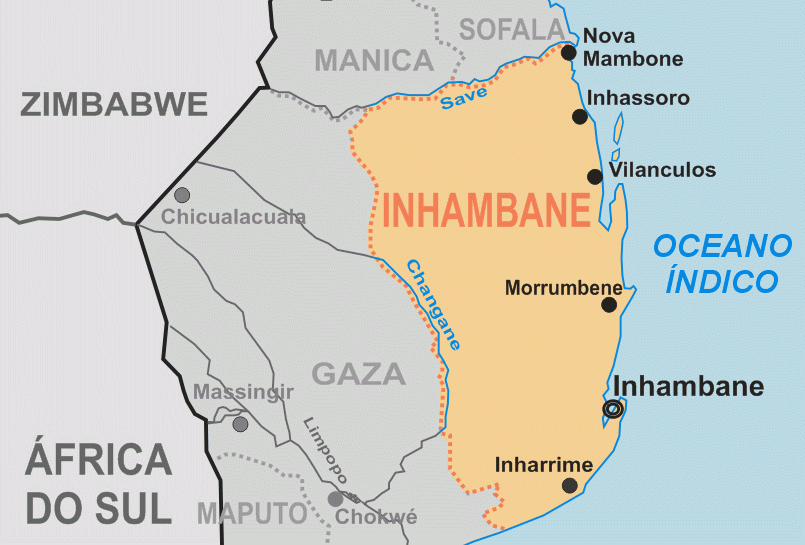
Административная карта провинции Иньямбане.

Провинция разделена на 14 округов и 5 муниципалитетов.

### Округа
- Фуньялору (Funhalouro)
- Говуро (Govuro)
- Хомоине (Homoíne)
- Иньямбане (Inhambane)
- Иньярриме (Inharrime)
- Иньясоро (Inhassoro)
- Жангамо (Jangamo)
- Маботе (Mabote)
- Масинга (Massinga)
- Машише (Maxixe)
- Моррумбене (Morrumbene)
- Панда (Panda)
- Виланкулос (Vilanculos)
- Завала (Zavala)

### Муниципалитеты
- Иньямбане (Inhambane)
- Кисико (Quissico)
- Масинга (Massinga)
- Машише (Maxixe)
- Виланкулос (Vilanculos)

## Экономика
Основное занятие местных жителей — сельское хозяйство и рыболовство. В провинции выращивают орехи кэшью (второе место в Мозамбике после провинции Нампула), цитрусовые, кокосовые орехи.

## Известные уроженцы и жители
- Саломау, Томаж Аугусто (род.1954) — мозамбикский политический и государственный деятель.
- Арсения Масинге — мозамбикский политический и государственный деятель.